# Eugène Reuchsel
Pour les articles homonymes, voir Reuchsel.
Eugène Reuchsel né dans le 1er arrondissement de Lyon le 21 juillet 1900 et mort à Pollionnay le 22 septembre 1988 est un pianiste, organiste et compositeur français.
Il est un spécialiste de Chopin et Liszt.

## Biographie
Descendant d’une illustre famille de musiciens d’origine allemande, il est le fils d’Amédée Reuchsel (1875-1931). Il fait ses études en piano, orgue et composition au Conservatoire de Paris où il obtient le premier prix de Conservatoire. Il obtient le premier prix de piano en 1916.
Ses études terminées, il est engagé comme soliste dans des orchestres réputés de Paris : l'orchestre Colonne, l'orchestre Lamoureux, l'orchestre Pasdeloup. Dès lors s'ensuivent de nombreux récitals donnés tant en Europe, en Amérique qu'en Afrique du Nord où le maréchal Lyautey lui réserve le meilleur accueil.
Après la Seconde Guerre mondiale, Reuchsel poursuit ses tournées à l'international : Afrique-Occidentale, Afrique-Équatoriale, Madagascar, îles de la Réunion et Maurice, etc. En parallèle, il joue dans toutes les plus grandes salles parisiennes : Châtelet, Édouard VII, Mogador, théâtre des Champs-Élysées, Erard, Gaveau, Pleyel, palais de Chaillot lors des Grandes Nuits musicales, etc.. Entre deux tournées, Reuchsel vient se ressourcer dans sa villa Croknotes, édifiée en 1927 au Rayol par l'architecte Édouard Mas. La maison, proche de la mer, ouvre largement sur cette dernière. Une des particularités de la villa est d'avoir, dans le salon, un orgue dont la soufflerie est disposée au sous-sol. Il y a également deux pianos de concert dont l'un a été donné à la mairie du Rayol-Canadel. Reuchsel forme également des élèves.
Madame Reuchsel possédait sa propre villa, Clair de Lune, située juste en face de la villa Croknotes, les deux villas étant séparées par l'escalier monumental appelé Degrés de la Mer.
Comme pianiste, il a donné plus de 5 000 récitals.
Reuchsel meurt en 1988. Il est enterré au cimetière du Rayol-Canadel. Sur sa tombe, un médaillon rappelle ce qui fut la devise de sa vie : « La musique fut notre secret, notre idéal, notre joie de vivre ».

## Distinctions et hommages
- Officier de la Légion d'honneur.
- Chevalier de l'Étoile noire du Bénin.

Au décès de Reuchsel en 1988, la commune du Rayol-Canadel honore sa mémoire en rebaptisant l'avenue de Savoie, où était la villa de l'artiste, avenue Eugène-Reuchsel.

## Œuvres

### Pour piano
- 3 Bourrées pour piano, Paris, Billaudot.

### Pour orgue
- Promenades en Provence, (1938-1973), 3 recueils, Lemoine

1. Vieux Noëls Provençaux (Nuit de Noël à Saint-Tropez)
2. Les Grandes Orgues de la Basilique de Saint-Maximin
3. Tambourinaires sur la place des Vieux Salins
4. Nuages ensoleillés sur le Cap Nègre
5. Le Cloître de Saint-Trophime à Arles
6. Petit Cimetière et Cyprès autour de la vieille église de Bormes-les-Mimosas
7. Voiles multicolores au port de Toulon
8. Les Cloches de Notre-Dame des Doms en Avignon
9. Jour de fête aux Saintes-Maries de la Mer
10. Profil de la Porte d’Orange à Carpentras
11. Le Moulin d’Alphonse Daudet à Fontvieille
12. La Chartreuse de Montrieux au crépuscule
13. Visions à l’Abbaye de Sénanque: La Foi en Dieu – La Joie en Dieu

- Évocation de Louis Vierne (1979)

1. Lent et large: La rosace ensoleillée scintille de mille feux colorés au-dessus du Grand Orgue
2. Très lent et douloureux: Son âme d’artiste chante l’espoir de sa délivrance des ténèbres
3. Très lent: La lumière géniale luit dans ses yeux d’aveugle

- Huit Images de Provence, (1984), Universal

1. Assauts de vagues aux rochers de l’Ile de Port-Cros
2. Balancements des barcasses colorées au Vieux Port de Saint-Tropez
3. Hallucinante évocation des Moines aux ruines de la Chartreuse de la Verne
4. L’Étoile Radieuse de Moustiers Sainte-Marie
5. Humble petit oratoire à l’ombre d’oliviers séculaires
6. Coucher de Soleil sur les majestueuses Tours du Château de Lourmann
7. Douceur des Champs de Lavande fleurie
8. Coup de Mistral en Garrigue Provençale

- Six Pièces de Concert, en hommage à la mémoire d’Aristide Cavaillé-Coll (1985/86), Universal

1. Prélude en style fugué double
2. Intermède (Obsession d'un thème)
3. Quiétude et Espérance
4. Joies et Enthousiasmes
5. Recueillement et Béatitude
6. Final en style Toccata

- Bouquet de France (1986/87), Universal

1. Le pauvre Laboureur (version Bressanne)
2. Rossignolet du Bois joli (version Bressanne)
3. La Fille aux Oranges (version Niçoise)
4. Le Retour du Marin (version de l’Ouest)
5. Là-haut sur la Montagne (Pastourelle d’Alsace)
6. Douce Merveille (Noël Strasbourgeois de 1697)
7. Voici le joli Mois de Mai (version Dauphinoise)
8. Ma Mère m’envoie-t-au Marché (version de l’Ouest)
9. Berceuse (du pays d’Auvergne)
10. V’là la Saint-Martin (version Bressanne)

- La Vie du Christ: Évocations d’après l’Évangile de Saint Luc pour Grand-Orgue (1987) Universal, 2006

1. L’Annonciation (Luc 1, 31)
2. La Nativité (Luc 2, 6-7)
3. Le Baptême (Luc 3, 21-22)
4. La Prophétie accomplie (Luc 4, 20-21)
5. Les Béatitudes (Luc 6, 20)
6. La Pécheresse pardonnée (Luc 7, 47 et 50)
7. La Tempête apaisée (Luc 8, 24-25)
8. La Multiplication des Pains (Luc 9, 16-17)
9. La Transfiguration (Luc 9, 32 et 35)
10. La Parabole de la lumière (Luc 11, 33 et 36)
11. La Grâce de Dieu (Luc 17, 21)
12. Les Enfants jouent près de Jésus (Luc 18, 16-17)
13. L’Aveugle (Luc 18, 35-42)
14. L’Entrée à Jérusalem (Luc 19, 37-38)
15. La Cène (Luc 22, 19)
16. Le Crucifiement (Luc 23, 33)
17. La Résurrection (Luc 24, 5-6)
18. La Promenade à Emmaüs (Luc 24, 30-31)
19. L’Ascension (Luc 24, 50-51)
20. Le Crucifiement (Luc 23, 33)
21. La Résurrection (Luc 24, 5-6)
22. La Promenade à Emmaüs (Luc 24, 30-31)
23. L’Ascension (Luc 24, 50-51)